# Vladan Vučković Paja
Vladan Vučković Paja (Bor, 16. maj 1968) srpski je gitarista, kompozitor, aranžer, multiinstrumentalista. Njegova gitarska instrumentalna muzika ima široki žanrovski spektar: etno-fjužn, fjužn, klasična muzika, džez. Njegovo stvaralaštvo može se definisati pojmom univerzalna muzika (engl. world music). Angažovan je kao studijski muzičar i stalni je član pratećeg benda Zdravka Čolića i dugogodišnji član benda Kikija Lesendrića („Piloti”).

## Biografija

### Prvi koraci
Rođen je 16. maja 1968. u Boru. Pohađao je Muzičku školu u Boru, odsek klavir. Na takmičenju mladih pijanista Srbije, 1978. godine osvojio je prvo mesto. U periodu od 1982. do 1987. godine posvetio se gitari svirajući u borskim rok bendovima: „Atom 3” i „Prestupna godina”. Sa akustičarskom grupom iz Bora, „Tri Frančeka” nastupio je na jugoslovenskom festivalu akustične muzike u Sivcu (FAMUS).

### Period 1988—1995.
Godine 1988. preseljava se u Beograd na studije Ekonomskog fakulteta. Iste godine primljen je u Udruženje muzičara džez, zabavne i rok muzike i započinje profesionalnu muzičku karijeru. Objavljuje dve kompozicije na kompilacijskom izdanju „Beogradska rock liga”. Postaje član grupe „Civili”. Sa grupom „Civili” nastupa na „Zaječarskoj gitarijadi” i na „Subotičkom festivalu”. Nakon povratka iz SAD gde je proveo godinu dana, 1992. godine osniva bend „Špijuni”. Intenzivno nastupa u beogradskim muzičkim klubovima. Na „Zaječarskoj gitarijadi” održanoj 1994. godine, u finalu, predvodi grupu „Špijuni”. Grupa dobija specijalno priznanje žirija za visok umetnički nivo nastupa. Godine 1995. kao autor muzike, objavljuje album sa grupom „Špijuni” u izdanju (ITVMM). U ovom periodu radi i kao traženi studijski muzičar. Sa obradom i prepevom kompozicije „Can't Take My Eyes off You” (Frankie Valli), dolazi na listu TOP 10 „Diskomera” Radija Studija B.

### Period 1996—1999.
Godine 1996. postaje član grupe Kornelija Kovača i nastupa za RTS u muzičkom serijalu „Tonska viljuška”. Kao studijski muzičar sarađuje na projektima mnogobrojnih muzičara. Godine 1998. postaje član udruženja instrumentalista, „Instrumental forces”, formiranog pod okriljem Kornelija Kovača. Na kompilacijskom CD-u „Okean” (City Records) predstavljen je kompozicijom „Mars”. Ova kompozicija postaje muzička podloga za Sportske vesti Radio Beograda 1. Postaje stalni član pratećeg orkestra Zdravka Čolića.

### Period 2000—2004.
Godine 2000. objavljuje svoj prvi instrumentalni album pod nazivom „Put ka Suncu” u izdanju MTS (Muzička Televizija Srbije). Naredne, 2001. godine, nacionalna televizija RTS vizuelizuje muziku sa ovog albuma i emituje istoimenu televizijsku emisiju u režiji Petra Stanojlovića. Saradnik je Dragoljuba Đuričića na pripremi i izvođenju muzike za pozorišnu predstavu „Pop Corn” Narodnog pozorišta u Beogradu. Na turneji Zdravka Čolića — „Okano”, član je pratećeg orkestra i na koncertu na beogradskoj „Marakani”. Saradnik je (kompozitor, aranžer, gitarista) na CD-u pevačice Kristine koji objavljuje PGP RTS. Godine 2002. osniva bend „Alhemia” uz koji koncertno promoviše autorsku instrumentalnu muziku. Takođe, član je pratećeg orkestra na kanadskoj i američkoj turneji Zdravka Čolića u gradovima: Toronto, Detroit, Las Vegas, Čikago, Njujork. Iste godine snima gitare za kompoziciju Radeta Radivojevića koja je izvedena na Eurosongu 2002.
 Godine 2003. objavljuje instrumentalni album „Na istoku zapada” za PGP RTS. Iste godine dobija specijalno priznanje Udruženja muzičara džez, zabavne i rok muzike za doprinos razvoju muzike u Srbiji. Nastupa sa grupom „Alhemia” na autorskoj večeri na Gitar Art Festivalu u Beogradu (photo). Saradnik je na albumu Zdravka Čolića — „Čarolija”. Godine 2004. nacionalna televizija RTS vizuelizuje muziku sa albuma „Na istoku zapada” i emituje televizijsku emisiju u režiji Marka Novakovića. Emisija je uvrštena u zvaničnu selekciju međunarodnog festivala  („Zlatna ruža”) u kategoriji „Music”. Na internacionalnom festivalu u Albeni, emisija osvaja Grand Prix. Nastupa uz Beogradsku filharmoniju na koncertu operskog pevača Davida d'Or-a u „Sava centru”. Na zrenjaninskom „Sunflower festivalu” komponuje i aranžira kompoziciju za pevačicu Gloriju koja na festivalu osvaja nagradu za interpretaciju. Dobija status „Umetnika” od Udruženja muzičara džez, zabavne i rok muzike. Komponuje muziku za dečji film „Luck for Lucky” za EBU u produkciji RTS-a.

### Period 2005—2010.
Godine 2005. član je pratećeg orkestra Zdravka Čolića na američkoj i kanadskoj turneji u gradovima: Njujork, Čikago, Atlanta, Toronto, Vankuver. Objavljuje autorski album instrumentalne muzike pod nazivom „Dnevnik duge plovidbe”. Sa Dragoljubom Đuričićem, u sastavu benda „Avelange”, nastupa na EXIT-u. Primljen je u članstvo Udruženja kompozitora Srbije. Komponuje i aranžira kompozicije za album pevačice Kristine — „Ostrvo snova”. Na dva uzastopna koncerta koje je Zdravko Čolić održao u beogradskoj „Areni”, član je pratećeg orkestra. Naredne, 2006. godine nacionalna televizija RTS snima emisiju na muziku sa albuma „Dnevnik duge plovidbe” u režiji Marka Novakovića. Emisja je uvrštena u zvaničnu selekciju međunarodnog festivala  („Zlatna ruža”). Član je pratećeg orkestra Zdravka Čolića na američkoj turneji u gradovima: Boston, Klivlend, Sent Luis, Las Vegas, Feniks, Los Anđeles. Sa bendom  priređuje koncert autorske instrumentalne muzike u Bitef teatru.
 Godine 2007. na „Brand Fair 2007” u Beogradu, nastupio je sa svojom autorskom muzikom kao predstavnik PGP RTS-a (photo). Specijalno DVD izdanje „Guitart Trilogy”, povodom obeležavanja desetogodišnjice njegovog autorskog rada objavio je PGP RTS. Na ovom DVD izdanju, uz nagrađene TV emisije, objavljen je i video zapis sa koncerta održanog u Bitef teatru. Na koncertu Zdravka Čolića na beogradskoj „Marakani” član je pratećeg orkestra.
Godine 2008. započinje saradnju sa Kikijem Lesendrićem. Učestvuje u snimanju albuma „Mesec na vratima” i turneji koja je usledila nakon snimanja ovog albuma. U okviru turneje Kiki Lesendrić i „Piloti”, nastupaju na festivalu . Član je pratećeg orkestra Zdravka Čolića na američkoj i kanadskoj turneji u gradovima: Čikago, Sent Luis, Solt Lejk Siti, Njujork, Toronto, Kalgari, Vankuver. Objavljuje svoj četvrti album instrumentalne muzike pod nazivom „Partiture za koren i stablo” u izdanju PGP RTS-a.
Godine 2009. član je pratećeg orkestra Zdravka Čolića na turneji u Australiji u gradovima: Pert, Sidnej, Melburn. Iste godine u pratećem je orkestru Zdravka Čolića na koncertu u čuvenoj pariskoj „Olimpiji”. Takođe, na turneji u Srbiji član je prateće grupe Kikija Lesendrića — „Piloti”. Javni servis RTS emituje emisiju „Partiture za koren i stablo” kao vizuelizaciju istoimenog autorskog albuma. Narednu, 2010. godinu počinje turnejom Zdravka Čolića u Kanadi u gradovima: Vankuver, Edmonton, Montreal, Toronto. Turneja se nastavlja u Evropi u gradovima: Stokholm, Geteborg, Minhen, Cirih, Beč. U bendu „Piloti” nastupa uz Kikija Lesendrića u beogradskoj „Areni”.

### Period 2010—2015.
Godine 2011. učestvuje na evropskoj turneji Zdravka Čolića u gradovima: Frankfurt, Štutgart, Berlin, Diseldorf, Hamburg, Luksemburg. Sa novoformiranim bendom  priređuje koncert autorske instrumentalne muzike u Boru, u velikoj sali Muzičke škole u kojoj je počeo muzičko školovanje. Član je pratećeg orkestra Zdravka Čolića na koncertu na Ušću u Beogradu. Na koncertu na Ušću, 25. juna, nastupa 250.-ti put kao član pratećeg orkestra Zdravka Čolića. Sa bendom „Spiritus Movens” nastupa predstavljajući svoj autorski program u revijalnom delu „Zaječarske gitarijade” i na „Valjevskom džez festivalu”.
Godine 2012. učestvuje u snimanju albuma Kikija Lesendrića „Slučajno i zauvek”. Dallas Records objavljuje njegovo šesto autorsko muzičko izdanje, album „JAZZiJA”. U beogradskom džez klubu „Akademija 28” priređuje promociju i promotivni koncert povodom novog izdanja. Na poziv organizatora, drži Master Class na Gitar Art Festivalu u Beogradu. Nastupa na zatvaranju festivala BELEF na Trgu Republike u Beogradu i na festivalu . Član je pratećeg orkestra Zdravka Čolića na američkoj turneji u gradovima: Čikago, Detroit, Boston i Njujork. Povodom obeležavanja 30 godina od začetka  u Srbiji, od strane  uvršten je u „Serbian World Music All Stars Orchestra”. Istim povodom, u specijalnom izdanju magazina „Etnoumlje”, u sekciji World Music diskografija u Srbiji 1982—2012. godine, naveden je njegov album „Na istoku zapada”. Član je proširenog sastava Beogradske filharmonije na novogodišnjem koncertu, u koncertnoj sali Kolarčeve zadužbine.
Godine 2013. član je proširenog sastava Beogradske filharmonije na koncertu dueta „Igudesman and Joo” održanom u koncertnoj sali Kolarčeve zadužbine. Takođe, član je proširenog sastava Beogradske filharmonije na novogodišnjem koncertu posvećenom disko muzici sedamdesetih godina. U okviru Gitar Art Festivala učestvuje na koncertu posvećenom obeležavanju 50 godina od objavljivanja prvog albuma grupe „Beatles”, u sastavu benda Kikija Lesendrića — „Piloti”.
Godine 2014. objavljuje instrumentalni album „Boemske rapsodije” na kome obrađuje poznate narodne pesme iz Srbije i istražuje ko su stvarni autori kompozicija za koje se veruje da su „narodne”. U Beogradu, u Teatru 5 nastupa na solističkom koncertu na kome izvodi muziku sa albuma „Boemske rapsodije” i „Na istoku zapada”. Angažovan je kao predavač gitare u rok i pop školi „Master Blaster” u Beogradu. Na koncertu u beogradskoj „Areni” nastupa u pratećem orkestru Zdravka Čolića.
Godine 2015. u sastavu pratećeg benda Kikija Lesendrića, „Piloti” učesnik je snimanja filma i muzike za film „Bićemo prvaci sveta” u režiji Darka Bajića. Autor je navijačke pesme „Naši teniseri” za koju je spot snimljen u saradnji sa Teniskim savezom Srbije. Na koncertu u Osijeku nastupio tristoti put kao gitarista pratećeg benda Zdravka Čolića. Nastupa u pratećem orkestru Zdravka Čolića na koncertu u Torontu.

### Period 2016—2020.
Godine 2016. objavljen je album Kikija Lesendrića i Pilota „Širom zatvorenih očiju”, u čijem snimanju je učestvovao. U sklopu posvete mladog pesnika Đorđa Stankovića preminulom bardu glumišta, Draganu Nikoliću, komponuje „Gaginu pesmu”. Objavljuje svoj osmi autorski album instrumentalne muzike pod nazivom „Enformel” Takođe, član je pratećeg orkestra na američkoj turneji Zdravka Čolića u gradovima: Feniks, San Hose, Čikago, Njujork. Godine 2017. član je pratećeg orkestra Zdravka Čolića na turneji u Australiji i Novom Zelandu u gradovima: Okland, Melburn, Sidnej i Brizbejn. Učestvuje u snimanju albuma Kikija Lesendrića i Pilota na retrospektivnom CD albumu „Rekla je da u mojoj glavi čuje gitare i bubnjeve” Autor muzike za dokumentarni film „Otvorenih očiju”, reditelja Marka Novakovića, premijerno prikazan na 23. Festivalu autorskog filma u Beogradu, a zatim i na filmskim festivalima: „Zlatni Vitez” u Sevastopolju, „Festivalu srpskog filma” u Helsinkiju, „Serbian Film Fest”-u u Čikagu, „Uhvati film” u Novom Sadu i „Festivalu glumačkih ostvarenja domaćeg igranog filma” u Nišu. Takođe, film je prikazan i na RTS-u. Objavljuje svoj deveti autorski album instrumentalne muzike pod nazivom  Godine 2018. pridruženi je član Novosadskog Big Band-a na koncertima  održanim u Srpskom narodnom pozorištu u Novom Sadu i Sava Centru u Beogradu. Svoj autorski program predstavlja na festivalu . Dobitnik je godišnjeg priznanja GODUM 2019 Udruženja muzičara džeza, zabavne i rok muzike Srbije za najemitovaniju džez autorsku kompoziciju, „Uticaj na podsvest”. Član je pratećeg orkestra Zdravka Čolića na turneji u SAD: Atlanta, Vašington, Sent Luis, Njujork, Detroit, Čikago. Uvršten u foto-monografiju Long Play, knjigu portreta najznačajnijih muzičara regiona koji su stvarali u periodu od 1950. do 2000. godine, autor fotograf, Blagoja Borisav Pešić. Pridruženi je član Novosadskog Big Band-a na koncertima  održanim u Srpskom narodnom pozorištu u Novom Sadu i Sava Centru u Beogradu. U pratećem sastavu Zdravka Čolića nastupa na rekordnih šest uzastopnih koncerata u beogradskoj „Areni”. Godine 2020. obeležava dvadeset godina autorskog rada objavljivanjem trostrukog retrospektivnog CD-a „20 dugih toplih leta”. Rimejk autorske kompozicije „Pesma o borskoj sireni”, posvećuje podršci građanima Bora u borbi protiv ekstremnog zagađenja vazduha. Objavljuje Youtube izdanje albuma „Misli o M." sa 12 autorskih kompozicija.

### Period posle 2020.
Godine 2021. izvođač je na online promociji Antologije srpske popularne pesme, održane u Koncertnoj sali Udruženja kompozitora Srbije. Nastupa sa NS Big Band-om na koncertu u Podgorici, koji je povodom 9. maja Dana Evrope organizovala Delegacija EU u Crnoj Gori. Godine 2022. kao stalni član Novosadskog Big Band-a nastupa u Udinama, Trstu i Padovi na koncertima „Rock Opera” . Takođe, nastupa i na koncertu „Rock Opera” u Zagrebu, u dvorani „Lisinski". Započinje objavljivanje serije autorskih vokalno-instrumentalnih kompozicija i video spotova u okviru albuma pod nazivom „Paralele". Član je pratećeg orkestra Zdravka Čolića na turneji u SAD i Kanadi: Atlanta, Finiks, Vankuver, Toronto, Edmonton, Čikago, Njujork. Učesnik na premijernom koncertu Zdravka Čolića sa simfonijskim orkestrom na Banja Luka Fest-u. Jedan је od autora na Festivalu instrumentalne muzike RIMUS 2022. u organizaciji Udruženja kompozitora Srbije uz objavljeni kompilacijski CD u izdanju PGP RTS Svoj autorski program predstavlja na festivalu . Na koncertu Zdravka Čolića u Njujorku, Gotham Hall u organizaciji Serbian Philanthropic Association i u Faena Theater u Majamiju – član pratećeg orkestra. Kao stalni član Novosadskog Big Band-a nastupa u Ljubljani, Arena Stožice, na koncertu „Rock Opera”. Izvođač na koncertima Zdravko Čolić Symphonic, uz Orkestar Opere Srpskog narodnog pozorišta i Novosadskog big benda u Areni Zagreb. Godine 2023. nastavlja objavljivanje serije autorskih vokalno-instrumentalnih kompozicija i video spotova u okviru albuma pod nazivom „Paralele”. Izvođač je na koncertu Zdravko Čolić Symphonic u Pulskoj Areni, uz Orkestar Opere Srpskog narodnog pozorišta i Novosadskog big benda. Kao stalni član Novosadskog Big Band-a drugi put u karijeri nastupa u dvorani „Lisinski" u Zagrebu, na koncertu „Rock Opera”, u okviru turneje u Hrvatskoj. Godine 2024. objavljuje YT izdanje instrumentalnog autorskog albuma pod nazivom „Popodne jednog Martina” Učesnik “Koncerta za rekord” na Trgu Republike u Beogradu održanog u okviru 25. Gitar Art Festivala. Član pratećeg orkestra Zdravko Čolić Symphonic na koncertu povodom svečanog otvaranja Sava centra. Na koncertu u Rijeci, nastupio je u pratećem bendu Zdravka Čolića 500. put.

## Saradnja sa drugim muzičarima
Kao studijski muzičar sarađuje sa najpoznatijim muzičarima Srbije: Kornelijem Batom Kovačom, Radetom Radivojevićem, Kikijem Lesendrićem, Željkom Joksimovićem, Dragoljubom Đuričićem, Sašom Vasićem ...
Stalni je član pratećeg orkestra Zdravka Čolića i Kikija Lesendrića.

## Koncertni nastupi
Svoj autorski program koncertno promoviše od 2002. godine nastupima na Gitar Art Festivalu, Valjevskom džez festivalu, festivalu , festivalu ,Zaječarskoj gitarijadi, u Bitef teatru, klubovima „Akademija 28” i „Fest”, Ateljeu 212, na Festivalu etno muzike u Boljevcu, Teatru 5
Kao stalni član pratećeg orkestra Zdravka Čolića i dugogodišnji član pratećeg benda Kikija Lesendrića — „Piloti”, nastupio je na više od 500 koncerata u Srbiji, regionu, EU, SAD, Kanadi, Australiji, Novom Zelandu, Rusiji, UAE. Nastupao je kao pridruženi član Beogradske filharmonije i Novosadskog Big Band-a.

## Članstvo u muzičkim udruženjima
Član je:
- Udruženja kompozitora Srbije
- Udruženja muzičara džeza, zabavne i rok muzike Srbije (sa statusom umetnika)[1]
- Udruženja kompozitora instrumentalne muzike [2]

## Nagrade i priznanja
Specijalno priznanje Udruženja muzičara džeza, zabavne i rok muzike Srbije za doprinos unapređenju muzike.
Grand Prix međunarodnog TV festivala u Albeni za TV emisiju RTS-a kojom je vizuelizovan autorski album „Na istoku zapada”.
Zvanična selekcija međunarodnog festivala Lucern Rose d'Or („Zlatna ruža”) u kategoriji „Music” za TV emisije kojima je RTS vizuelizovao muziku sa autorskih albuma „Na istoku zapada” i „Dnevnik duge plovidbe”
Nastup na „Brand Fair 2007” u Beogradu kao predstavnik PGP RTS-a. (photo)
Povodom obeležavanja 30 godina od začetka  u Srbiji, od strane  uvršten je u „Serbian World Music All Stars Orchestra”.
Dobitnik je godišnjeg priznanja GODUM 2019 Udruženja muzičara džeza, zabavne i rok muzike Srbije za najemitovaniju džez autorsku kompoziciju, „Uticaj na podsvest”.

## Diskografija
Sve njegove albume producirao je Perica Kaluđerović.
1. Put ka Suncu (CD) MTS 2000.
2. Na istoku zapada (CD) PGP RTS 2003.
3. Dnevnik duge plovidbe (CD) PGP RTS 2005.
4. PGP RTS 2007.
5. Partiture za koren i stablo (CD) PGP RTS 2008.
6.  Архивирано на веб-сајту  (4. јун 2012) 2012.
7. Boemske rapsodije (CD)  2014.
8. Enformel (CD)  2016.
9.  2017.
10. 20 dugih toplih leta (CD)  2020.
11. Misli o M. (YT edition) Official YT Channel Playlist 2020.

## Spoljašnje veze
- Zvanični sajt Vladana Vučkovića Paje
- Intervju za list „POLITIKA”, „JAZZiJA posveta velikanima džeza”
- Intervju za
- Intervju za hrvatski glazbeni internet magazin „RiROCK”, „Muzika se sluša cijelim bićem”
- Intervju za list „POLITIKA”, „Putovanje kroz paralelne svetove”
- Sajt „Barikada”, recenzija albuma „Dnevnik duge plovidbe”
- „VEČERNJE NOVOSTI”
- Zvanični sajt RTS-a
- Portal za kulturu Jugoistočne Evrope
- Sajt „Medija centar Bor” Архивирано на веб-сајту  (4. март 2016)
- Sajt „TMM”
- Sajt „NM magazin”, recenzija albuma
- Sajt „TMM”, recenzija albuma
- Sajt „Balkanrock”, recenzija albuma Архивирано на веб-сајту  (19. март 2014)
- Intervju za list „POLITIKA”, „Prosipanje muzičke boje”
- Esej pisan za „RiRock” internet magazin, „Sjećanja na dvadeset toplih ljeta”